# Konstábl
Konstábl (konetábl) je výraz původem z francouzštiny. Francouzské slovo connétable pochází z latinského comes stabulī a má stejný etymologický původ jako maršál (starohornoněmecky marah scalch) – označuje „sluhu u koní“ neboli vrchního štolbu, správce stájí.
Ve středověku byl konetábl (stejně jako maršál, v závislosti na zemi) vrchní velitel vojska zastupující krále, např. francouzský Connétable de France Karel z Albretu.
V současné době konstábl označuje nižší policejní či vojenské hodnosti v USA, Velké Británii a státech Commonwealthu, v Dánsku, Finsku, Norsku a Hongkongu.